# Gratia (Teleorman)
Pour les articles homonymes, voir Gratia.
Gratia est une commune dans le județ de Teleorman, Roumanie. Elle est composée de trois villages : Ciurari-Face, Drăghinești et Gratia.

## Démographie
Lors du recensement de 2011, 94,74 % de la population se déclarent roumains et 2,46 % roms (2,79 % ne déclarent pas d'appartenance ethnique).

## Politique
| Parti | Parti                        | Sièges |
| ----- | ---------------------------- | ------ |
|       | Parti social-démocrate (PSD) | 10     |
|       | Parti national libéral (PNL) | 1      |